# Black Swan: Original Motion Picture Soundtrack
Black Swan: Original Motion Picture Soundtrack es el título de un disco que reproduce la banda sonora oficial de la película Black Swan y marca el quinto año consecutivo de la colaboración entre el director de la película  Darren Aronofsky y el compositor Inglés Clint Mansell. Mansell intentó marcar la película basándose en el ballet de Chaikovski, pero realizando cambios radicales en la música. Debido a que la utilización de la música original de Chaikovski, generaría que la banda sonora se considerara inelegible para ser introducidos en los Premios de la Academia 2010 a la Mejor Banda Sonora Original.  La película también contó con varias nuevas piezas de la música del dúo de producción Inglés The Chemical Brothers, aunque no son rasgos de la banda sonora oficial.

## Canciones
| N.º   | Título                    | Duración |  |
| 1.    | «Nina's Dream»            | 2:48     |  |
| 2.    | «Mother Me»               | 1:06     |  |
| 3.    | «The New Season»          | 2:39     |  |
| 4.    | «A Room of Her Own»       | 1:56     |  |
| 5.    | «A New Swan Queen»        | 3:28     |  |
| 6.    | «Lose Yourself»           | 2:08     |  |
| 7.    | «Cruel Mistress»          | 3:29     |  |
| 8.    | «Power, Seduction, Cries» | 1:42     |  |
| 9.    | «The Double»              | 2:20     |  |
| 10.   | «Opposites Attract»       | 3:45     |  |
| 11.   | «Night of Terror»         | 8:01     |  |
| 12.   | «Stumbled Beginnings...»  | 3:51     |  |
| 13.   | «It's My Time»            | 1:30     |  |
| 14.   | «A Swan Is Born»          | 1:38     |  |
| 15.   | «Perfection»              | 5:45     |  |
| 16.   | «A Swan Song» (Para Nina) | 6:23     |  |
| 52:38 |                           |          |  |